# Petăr IV của Bulgaria
Petăr IV là Sa hoàng Bulgaria trong thời gian 1185-1197. Không rõ cha mẹ ông là ai, và trước khi xưng đế năm 1185, Petăr có tên là Todor. Petăr thường được gọi là Slavopetăr và Kalopetăr.
Năm 1197, Petăr bị sát hại, người kế vị ông là Kaloyan - em trai và người đã được ông chọn nối ngôi.